# オヨ州

オヨ州
州の愛称: ペースメーカー州

オヨ州 (オヨしゅう、Ọyọ State) は、ナイジェリア南西部の州である。州都は、イバダンである。北はクワラ州、東はオスン州、南はオグン州、西はベナンと接する。

## 歴史
オヨは、ヨルバ族の都市国家の一つオヨ王国の栄えた地でポルトガルが到来すると西のダホメ王国や東のベニン王国と同様奴隷狩りを行い、またハウサ族との南北交易でも栄え強大となった。イバダンは当時のサハラ以南では最大級の都市であった。やがてハウサ族がソコト帝国を立てて強大となると自立したヌペ王国に押されて衰退した。1888年にはイギリスの南部ナイジェリア保護領に組み込まれた。ヨルバ地域とベニン王国、ラゴスは合わせて西部州とされ、イバダンは植民地時代にも西部州の州都であった。独立後1963年に旧ベニン王国地域は中西部州とされ、1967年にラゴス州も分離された。
オヨ州は1976年に西部州が三分され設置された。1991年には東部がオスン州に分割された。

## 住民・経済
オヨはヨルバ族の多い地域で農業中心だが人口密度が高い。オヨ、イバダン、イバラパは主な先住的なサブグループである。郊外には交易に訪れた異民族も居住する。オヨ、オグボモショ、イセイン、キシ、オケホ、サキ、エルワ、ランラテ、アウェ、イグボ・オラが主な都市である。トウモロコシやヤム、キャッサバ、アワ、イネ、カカオ、アブラヤシ、バナナ、カシューナッツ等が栽培される。
イパポ、イロラ、エルワ、オグモモショ、イレサアドゥ、イジャイエ、アクフォ、ラルポンには国営農業施設がある。粘土、カオリナイト、アクアマリンも豊富で、巨大な牛の放牧場がサキ、ファソラ、モニヤ、イバダンにある。

## 教育
ナイジェリア最古の大学であるイバダン大学は1948年の創設当時はロンドン大学のカレッジであった。ナイジェリア独立後の1962年に大学も独立した。その他イバダンにリード市大学、オヨにアジャイ・クラウザー大学、オグボモショにラドケ・アキントラ工科大学がある。
324の中等教育機関と1,576の公立初等教育機関がある。イバダン大学病院や国際熱帯農業研究所は国際的に知られている。

## ランドマーク
アフリカ初の高層建築ココアハウスや、最初のテレビ局NTAイバダン、最初の競技場イバダンリバティ競技場などがある。その他アゴディ植物園、アド＝アワイェ湖、マポ・ホール、イバダン大学動物園などがある。

## 地方行政区
オヨ州には33の地方行政区 (LGA) が置かれている。
| - アキニエレ - アフィジョ - エグベダ - 北イバダン - 北東イバダン - 北西イバダン - 南西イバダン - 南東イバダン | - イバラパ - イド - イフェロジュ - イレポ - イセイン - カジョラ - ラゲル - 北オグボモショ | - 南オグボモショ - 西オヨ - アティバ - アティグボ - 西サキ - 東サキ - イテシワジュ - イワジョワ | - 北イバラパ - イヤマポ/オロルンソゴ - オルヨレ - オゴ＝オルワ - スルレレ - オレロポ - オリレ - オヨ - オナ＝アラ |

## 著名な出身者
- オーガスタス・アキンロイェ - 政治家
- ラジ・ラサキ - 元ラゴス州及びオグン州軍政知事、退役准将
- ジェイコブス・アジェキグベ - ナイジェリア第一銀行頭取
- シャーデー・アドゥ - 歌手
- トゥンデ・ナイチンゲール - ジュジュ、ハイライフミュージシャン
- ダウダ・エポ＝アカラ - ミュージシャン
- ワンデ・アビンボラ - 元オバフェミ・アウォロウォ大学副学長
- モーゼズ・アヨリンデ・アデビンペ - シカゴ州立大学技術教育審議会委員
- ボビー・オロゴン - タレント・格闘家
- アンディ・オロゴン - キックボクサー